# Hartefeld
Hartefeld ist ein Ortsteil von Geldern im Kreis Kleve im Regierungsbezirk Düsseldorf in Nordrhein-Westfalen. Im Ort leben 1788 Einwohner (Stand: 31. Oktober 2023).
Erste Aufzeichnungen über Hartefeld – damals als Hirtenveld, Hertenveld oder Hardeveld (Hartesfeld) – gibt es bereits seit dem 13. Jahrhundert (1294/1295). Hartefeld war damals eine Honschaft der Vogtei Gelderland (Geldern).
Hartefeld hatte eine katholische Kapelle, die dem Bekenner Antonius geweiht war und welche erstmals am 23. August 1460 in einer Pergamenturkunde des Herzog Arnold von Geldern erwähnt wurde. Es kam zu einem Neubau der leicht vergrößerten Kapelle, welche im Jahr 1824 fertiggestellt wird.
Im Jahr 1894 wurde die Pfarrkirche St. Antonius nach Plänen des Architekten Julius Busch neu errichtet. Ein Teil der alten Kapelle wurde 1901 durch den Turm ersetzt.
An die Kirche angeschlossen sind ein katholischer Kindergarten und eine katholische Grundschule. Seit etwa 2000 gibt es noch einen städtischen Kindergarten, zusätzlich die Freiwillige Feuerwehr, einen Friedhof und einen Wochenmarkt.
Hartefeld hat auch zahlreiche Vereine wie zum Beispiel den Spielmannszug Blau-weiß Hartefeld, die Schützenbruderschaft und die DPSG Pfadfinder mit einer Gruppenstärke von mehr als 300 Mitgliedern.
Neben einer Gaststätte besitzt Hartefeld auch noch eine Grundschule und ein Jugendheim für öffentliche Zwecke.
2003 wurde eine Bürgerwiese mit Fußballplatz und Cowboyspielplatz angelegt und eine Festkettenträgerallee.